# Jiří Křižan
Jiří Křižan (26. října 1941 Valašské Meziříčí – 13. října 2010 Branky) byl český scenárista. Je držitelem Českého lva za nejlepší scénář k filmu Je třeba zabít Sekala.

## Život a tvorba
Jiří Křižan se narodil v roce 1941 jako prostřední ze tří synů Dagmar Křižanové a Jana Křižana, majitele parní pily a továrny ve Valašském Meziříčí. Křižanův otec byl po vykonstruovaném politickém procesu v roce 1951 popraven. Podle StB a komunisty ovládaného Státního soudu v Brně při přechodu hranic do Rakouska v noci z 31. prosince na 1. ledna 1950 zastřelil vrchního strážmistra Václava Anschlaga a dopustil se velezrady. Jiřího Křižana pak v roce 1958, těsně před maturitou, vyloučili z politických důvodů ze studia na gymnáziu (záminkou se stala hanlivá básnička na úmrtí prezidenta Zápotockého). Prošel několik dělnických profesí, pracoval i jako havíř v ostravských dolech.
Ve svých 24 letech napsal scénář k úspěšné tragikomedii Horký vzduch a na přímluvu a doporučení režiséra filmu, Václava Gajera, byl přijat k externímu studiu scenáristiky a dramaturgie na pražské FAMU (1964–1968.) Koncem 60. let působil nejprve jako technický redaktor deníku Mladá fronta. Později přešel do přílohy Víkend, kde měl na starost literární dvoustranu a umožnil zde pod pseudonymem publikovat i autorům, jež byli na indexu.
Od roku 1972 působil jako scenárista a dramaturg ve Filmovém studiu Barrandov, podílel se i na dabingu. V roce 1970 napsal scénář ke třem filmovým povídkám na motivy Jacka Londona – Kaňon samé zlato, Poslední výstřel Davida Sandela a Claim na Hluchém potoku, které režíroval Zdenek Sirový. Podle Křižanova scénáře natočil režisér František Vláčil oceňovaný snímek Stíny horkého léta (1977). Film získal Křišťálový glóbus na Mezinárodním filmovém festivalu Karlovy Vary v roce 1978. Za scénář k filmu Signum Laudis byl Křižan v roce 1980 navržen na Státní cenu Klementa Gottwalda. Ocenění však odmítl převzít s odůvodněním, že si nevezme cenu pojmenovanou po člověku, jež je podepsán pod rozsudkem smrti nad jeho otcem. Tento postoj pro Křižana znamenal konec na FS Barrandov. Jeho scénáře však mohly být nadále příležitostně realizovány ve Filmovém studiu Gottwaldov a Slovenské filmové tvorbě Bratislava.
Koncem šedesátých let napsal autobiografickou novelu Stín, jejíž první vydání, plánované na rok 1970, bylo kvůli nastupující normalizaci zcenzurováno a plánovaný tisk byl zastaven. Kniha ovšem poté vyšla v zahraničí. Překlad do nizozemštiny vyšel poprvé v r. 1976 pod názvem Exercities a pseudonymem Jan Beran. Pod stejným pseudonymem vyšel i překlad do švédštiny (1980). Nizozemský překlad vyšel pod pravým jménem a názvem podruhé (Stille Pijn) v roce 1999 v nakladatelství Signum (Amsterdam). V originále novelu vydala 8 let po smrti Jiřího Křižana Knihovna Václava Havla v roce 2018. Podle novely Stín vznikl ještě předtím autorův scénář k filmu Tichá bolest režiséra Martina Hollého s Rudolfem Hrušínským v hlavní roli (1990).
V druhé polovině osmdesátých let se Křižan začal angažovat v disentu a zařadil se na tzv. černou listinu tehdejšího režimu. V roce 1988 vstoupil do Hnutí za občanskou svobodu (HOS). V lednu 1989 založil petiční výbor za propuštění Václava Havla z vězení. Spolu s Václavem Havlem, Stanislavem Devátým a Alexandrem Vondrou sepsal na jaře 1989 petici Několik vět (je autorem názvu) a podílel se na jejím šíření a získávání podpisů významných osobností tehdejší kultury a dalších oblastí společenského života. V listopadu 1989 jako jeden z klíčových spolupracovníků Václava Havla spoluzakládal Občanské fórum a zúčastnil se jednání s představiteli tehdejší komunistické moci.
Po volbě Václava Havla prezidentem v prosinci 1989 jej doprovodil na Pražský Hrad jako poradce prezidenta pro vnitropolitické otázky. Zabýval se problematikou tzv. silových resortů jako byla obrana a bezpečnost a jejich očištění od exponentů minulého režimu. Věnoval se mj. lustracím a dalším oblastem. V letech 1992–1995 působil jako náměstek ministra vnitra. Později politiku opustil a vrátil se ke svému původnímu povolání – scenáristice. Přednášel i na pražské FAMU.
Jeho prvním porevolučním dílem byl scénář k filmu Je třeba zabít Sekala (1998), který natočil režisér Vladimír Michálek a za který Křižan získal Českého lva za scénář. Film patří mezi nejúspěšnější filmy v historii Českého lva, když ve vítězství proměnil celkem 10 nominací téměř ve všech kategoriích. Scénář se později dočkal i několika divadelních adaptací, například v Městském divadle ve Zlíně, v Národním divadle Brno nebo v Divadle J. K. Tyla v Plzni. Pro Českou televizi Křižan napsal scénář k seriálu Na lavici obžalovaných justice (režie M. Hollý), kriticky zachycující fungování polistopadového soudnictví.
V roce 1998 se Křižan z Prahy odstěhoval do Branek u Valašského Meziříčí, kde prožil své dětství. Zde pomáhal spravovat les navrácený v restituci a usiloval o navrácení dalšího rodinného majetku ukradeného komunisty.
Ze spolupráce s Vladimírem Michálkem vznikly i další snímky. Křižan napsal scénáře pro středometrážní snímky Lovec a datel (2004) a Pískovna (2004). Podílel se na scénáři k filmu O rodičích a dětech (2007). V roce 2003 napsal scénář k šestidílnému seriálu Záchranáři pro slovenskou televizi. Posledním snímkem, realizovaným podle Křižanova scénáře, je slovenský film Pokoj v duši (2009, Václav Balko).
Jiří Křižan zemřel náhle 13. října 2010, bylo mu 68 let.